# نوویه کیشکی
نوویه کیشکی (انگلیسی: Novyye Kiyeshki) یک شهرک در شهرستان کارماسکالینسکی استان باشقیرستان کشور روسیه است.